# Бистрица (притока Власине)
Бистрица је притока реке Власине. Извире испод планине Острозуб (1546 m) и дугачка је 14 km.